# Florian Piron
Pas d'image ? Cliquez ici

a Compétitions nationales et continentales officielles uniquement.

b Matchs officiels uniquement.
Dernière mise à jour le 09/04/2021.
Florian Piron est un joueur belge de rugby à XV qui évolue au poste de centre. 

## Biographie
Florian Piron est formé à l'ASUB Waterloo, où il débute le rugby à l'âge de 5 ans. Il devient en 2009 international belge des moins de 18 ans, puis intègre la même année l'équipe des moins de 20 ans, avec qui il dispute aussi le championnat d'Europe 2010.
En club, il s'installe en équipe première, et décroche deux titres de champion de Belgique en 2013 et 2014. Après ses deux titres, il quitte Waterloo pour rejoindre le RFC Liège. Pendant sa période liégeoise, il débute en équipe de Belgique.
A l'intersaison 2015, il quitte la Belgique pour la France et rejoindre le C'Chartres rugby en Fédérale 2. Il y reste deux saisons avant de mettre rejoindre l'ES catalane, toujours dans la même division.
Après quatre saisons dans le club catalan, il décide d'arrêter sa carrière de joueur. L'ancien sélectionneur de l'équipe de Belgique, Guillaume Ajac, a pris les rênes de l'Union Barbézieux Jonzac, et lui a proposé d'entraîner les lignes arrières, ce qu'il a accepté.

## Statistiques

### En sélection
| Année | Compétition      | Matchs | Points | Essais | Transf. | Drops | Pénal. |
| ----- | ---------------- | ------ | ------ | ------ | ------- | ----- | ------ |
| 2015  | ENC 1B 2014-2016 | 2      | 17     | 2      | 2       | -     | 1      |
| 2016  | ENC 1B 2014-2016 | 2      | 5      | -      | 1       | -     | 1      |
| 2017  | REC              | 1      | -      | -      | -       | -     | -      |
| 2017  | Test             | 1      | -      | -      | -       | -     | -      |
| 2018  | REC              | 2      | -      | -      | -       | -     | -      |
| 2020  | REC              | 1      | -      | -      | -       | -     | -      |
| Total | Total            | 9      | 24     | 2      | 4       | -     | 2      |

| Essai | Adversaire | Lieu                           | Compétition      | Date         | Résultat | Score |
| ----- | ---------- | ------------------------------ | ---------------- | ------------ | -------- | ----- |
| 2     | Suède      | Gemeentelijk stadion, Zaventem | ENC 1B 2014-2016 | 28 mars 2015 | Victoire | 71-10 |